# A Beard of Stars
A Beard of Stars — четвёртый студийный альбом британской группы Tyrannosaurus Rex, вышедший в марте 1970 года. Является последним альбомом, выпущенным под оригинальным именем дуэта; в этом же году коллектив меняет название на T. Rex, под которым впоследствии войдёт в историю, как одна из самых влиятельных групп британского андеграунда.

## Об альбоме
A Beard of Stars является первой пластинкой, в которой дебютировал перкуссионист Микки Финн, сменивший оригинального ударника Стива Тука, а также первым альбомом, в записи которого Болан использовал электрогитару, инструмент, который до этого использовался лишь при записи сингла «King of the Rumbling Spires», состоящий из одноимённой композиции и песни «Do You Remember». Несмотря на то, что Тук не числится в числе участников записи, четыре песни с его участием, в числе которых «Great Horse», записанные во время весенних сессий 1969 года, были дублированы музыкантами для выпуска на грядущем альбоме. Пластинка заняла двадцать первое место в списке UK Albums Chart. Песня «By the Light of a Magical Moon» выходила в качестве сингла. Критик ресурса AllMusic (Марк Деминг) называл A Beard of Stars поворотным моментом, где Болан превращается из нераскаявшегося хиппи в самодовольную «рок-звезду». В целом, в звучании пластинки доминирует психоделический рок, но местами в композициях можно обнаружить элементы таких стилей как гаражный рок и прото-панк. Также музыканты уделяют внимание различным экспериментам со звуком; в песне «Pavilions of Sun» присутствует соло с эффектом wah-wah, в «Fist Heart Mighty Dawn Dart» партия баса повторно дублируется для создания более плотного звучания, а композиция «Elemental Child» выполнена в стилистике лоу-фай музыки.

## Список композиций
Автор всех песен — Марк Болан.
| №   | Название                         | Длительность |
| --- | -------------------------------- | ------------ |
| 1.  | «Prelude»                        | 1:04         |
| 2.  | «A Day Laye»                     | 1:56         |
| 3.  | «Woodland Bop»                   | 1:39         |
| 4.  | «Fist Heart Mighty Dawn Dart»    | 2:45         |
| 5.  | «Pavilions of Sun»               | 2:49         |
| 6.  | «Organ Blues»                    | 2:47         |
| 7.  | «By the Light of a Magical Moon» | 2:51         |
| 8.  | «Wind Cheetah»                   | 2:38         |
| 9.  | «A Beard of Stars»               | 1:37         |
| 10. | «Great Horse»                    | 1:42         |
| 11. | «Dragon’s Ear»                   | 2:37         |
| 12. | «Lofty Skies»                    | 2:54         |
| 13. | «Dove»                           | 2:06         |
| 14. | «Elemental Child»                | 5:33         |

## Участники записи
- Марк Болан — вокал, гитары, бас, орган
- Микки Финн — перкуссия